# Port-Vendres I

Port-Vendres I est une épave de bateau de la Rome antique qui a coulé au large de Port-Vendres, dans le département français des Pyrénées-Orientales.
Connue depuis les années 1920, elle a été l'une des premières épaves sorties de l'eau, et demeure l'une des rares conservées.
Connue dès 1929, cette épave était située dans l'anse Gerbal, avant-port de Port-Vendres, par 5 à 6 m de profondeur. Déjà endommagée par des travaux de dragages dans l’entre-deux-guerres elle fit l'objet, en 1959, de mesures de protection initiées par la Circonscription des Antiquités de Montpellier.
Yves Chevalier a entrepris de fouiller ce gisement à partir de 1962. Durant les années 1962 et 1963, il a mis au jour le massif d'emplanture où, dans la cavité du mât, fut découverte une monnaie à l'effigie de Constantin datée de 313 - 317. Les travaux de réaménagement du port, programmés pour 1973-1974, condamneraient très certainement l'épave à la destruction. En avril 1973 Yves Chevalier reprend la fouille de l'épave avec une équipe de la DRASM et de l'Institut d'archéologie méditerranéenne. C'était dès lors une fouille de sauvetage, les travaux portuaires ne pouvant être retardés au-delà de mai 1974. L'épave a été sauvée des eaux en 1974, elle date du IVe-Ve siècle apr. J.-C., proviendrait de Cadix ou du Guadalquivir, il ralliait Narbonne, alors un gros hub méditerranéen. Mais une voie d’eau a eu raison de son voyage et de sa belle cargaison d’amphores. 